# Style animal

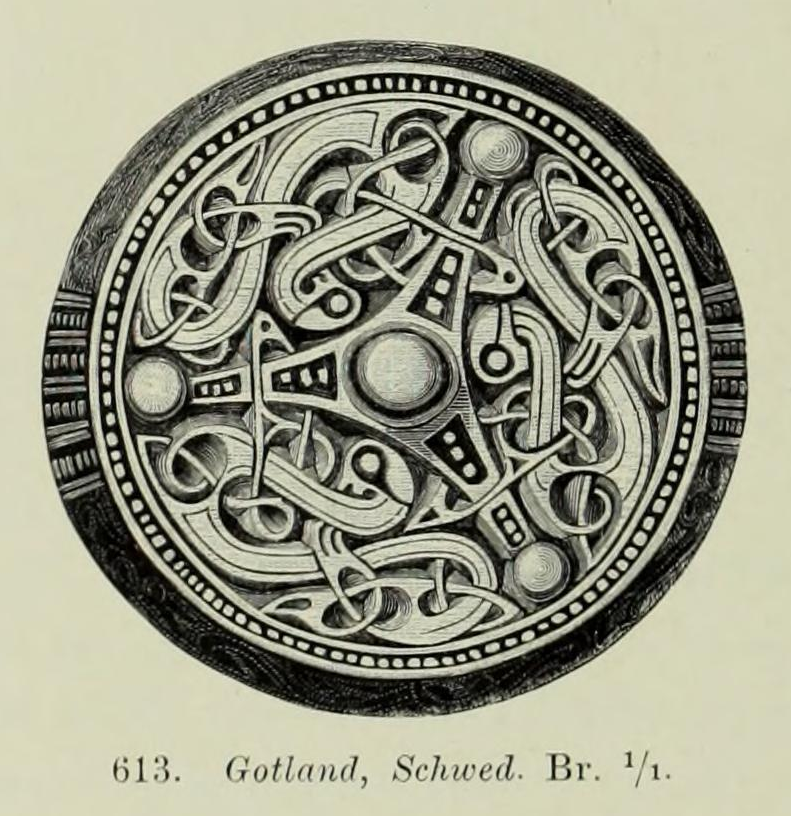
Broche de bronze datant de l'âge du fer, trouvé à Gotland, Suède.

Le style animal, aussi appelé style animalier germanique, caractérisé par des représentations d'animaux et d'oiseaux, fut caractéristique de l'art scandinave à l'époque des migrations germaniques. Il se rapproche d'un style artistique répandu jusqu'en Chine, mais particulièrement utilisé par les peuples nomades d'Asie centrale, surtout les Scythes, au début de l'âge du fer.
Il s'agit d'un style décoratif zoomorphique, utilisé pour décorer de petits objets, notamment au sein de populations guerrières.
C'est à l'historien de l'art suédois Bernhard Salin que l'on doit en 1904 la première classification en trois phases du style animal. Répandu de la Scandinavie à l'Italie et de l'Angleterre au Danube moyen, celui-ci apparaît sur des monuments sculptés de pierre et de bois, des manuscrits enluminés, des pièces d’orfèvrerie religieuse, mais surtout des objets usuels de métal (garnitures de ceintures par exemple). 

## Le style de Nydam
Né dans le monde nordique (Basse Saxe, Jutland, sud de la Norvège et de la Suède), le style résulte de la copie par des artisans locaux d'objets tardo romains importés. 
Ces objets de bronze moulés offrent des motifs de spirales, vrilles, esses et palmettes cantonnées par des animaux réalistes (dauphins, fauves), ou fantastiques (griffons marins), le plus souvent affrontés. Ceux-ci sont repris par les artisans nordiques du métal, qu'il s'agisse des motifs zoomorphes - disparition du modelé antique, stylisation générale, accentuation des détails anatomiques - ou de leur composition - évolution vers des figurations héraldiques. Ces caractères définissent le style de Nydam, mis en évidence par O. Voss en 1954, et qui est constitué dès le milieu du Ve siècle. 

## Le style I
Dans le monde nordique, le "style de Nydam" cède la place au "style I" à la fin du Ve siècle. Tandis que les compositions zoomorphes du premier style, jusqu'alors parfaitement symétriques et périphériques, envahissent en le couvrant le champ des objets à orner, les motifs animaliers sont plus stylisés tout en demeurant en connexion anatomique : ainsi les corps apparaissent désarticulés, leur chef et surtout leurs membres se distinguant du corps. Un trait caractéristique est le remplissage maximal des surfaces à orner ; les vides des compositions symétriques zoomorphes sont comblés par des figurations isolées, anthropomorphes, zoomorphes, géométriques. 
Dès sa formation, le style I - dont G. Haseloff a proposé une subdivision en quatre phases (de A à D) se diffuse dans le sud-est de l'Angleterre, le nord-est de la Gaule, l'Allemagne et la Pannonie, où il atteint l'Italie lors des migrations lombardes en 568. 

## Le style II
Selon B. Salin, le style II se serait développé par le contact des artisans lombards avec le monde byzantin. C'est la théorie de l'influence méditerranéenne. 
Selon G. Haseloff et H. Roth, le style II se serait constitué peu après le milieu du VIe siècle, en Scandinavie, sans qu'une influence méditerranéenne directe ait joué. C'est la théorie, aujourd'hui plus acceptée, de l'influence nordique. 
Le style II connait un grand succès dans les royaumes barbares d'Europe moyenne de l'Ouest, où Roth a mis en évidence son évolution : durant la phase précoce (jusque vers 600), on voit encore sur les mêmes objets des motifs du style I, avec des entrelacs simples aux extrémités desquels sont rejetés, sans souci de connexion, tout ou partie des détails anatomiques animaliers. Au début du VIIe siècle, le "style II classique" se définit par l'intégration des détails anatomiques dans les entrelacs ; vers 630-640 apparaît le "style II évolué" ou "dégénéré", avec des entrelacs filiformes où les détails animaliers, têtes et membres sont de moins en moins identifiables, voire transposés en palmettes dans des compositions devenant végétales (voir reliquaire de Warnebertus, trésor de la cathédrale de Beromünster, Suisse). 

## Le style III
Au seuil de l'époque carolingienne, le style III se forme dans le monde insulaire, en particulier en Northumbrie, et en Scandinavie. Complexe et raffiné, il est caractérisé par la figuration d'animaux stylisés, non plus entrelacés mais se superposant à d'élégants entrelacs filiformes. Sur le continent, quelques fibules à décor zoomorphe, datant de la fin du VIIe siècle et de la première moitié du VIIIè, marquant l'évolution ultime du style II vers le style III (voir calice de Tassilon, 768-788, trésor de l'abbaye de Kremsmünster).